# Nesticus
Nesticus es un género de arañas araneomorfas de la familia Nesticidae. Se encuentra en Eurasia, África y Norteamérica.

## Lista de especies
Según The World Spider Catalog:
- Nesticus abukumanus Yaginuma, 1979 — Japón
- Nesticus afghanus Roewer, 1962 — Afganistán
- Nesticus akamai Yaginuma, 1979 — Japón
- Nesticus akiensis Yaginuma, 1979 — Japón
- Nesticus akiyoshiensis (Uyemura, 1941) — Japón
  - Nesticus akiyoshiensis ofuku Yaginuma, 1977 — Japón
- Nesticus ambiguus Denis, 1950 — Tanzania
- Nesticus anagamianus Yaginuma, 1976 — Japón
- Nesticus antillanus Bryant, 1940 — Cuba
- Nesticus archeri Gertsch, 1984 — USA
- Nesticus arenstorffi Kulczynski, 1914 — Bosnia-Hercegovina
- Nesticus arganoi Brignoli, 1972 — México
- Nesticus asuwanus Nishikawa, 1986 — Japón
- Nesticus baeticus López-Pancorbo & Ribera, 2011 - España
- Nesticus balacescui Dumitrescu, 1979 — Rumania
- Nesticus barri Gertsch, 1984 — USA
- Nesticus barrowsi Gertsch, 1984 — USA
- Nesticus beroni Deltshev, 1977 — Bulgaria
- Nesticus beshkovi Deltshev, 1979 — Creta
- Nesticus bishopi Gertsch, 1984 — USA
- Nesticus brasiliensis Brignoli, 1979 — Brasil
- Nesticus breviscapus Yaginuma, 1979 — Japón
- Nesticus brignolii Ott & Lise, 2002 — Brasil, Uruguay, Argentina
- Nesticus brimleyi Gertsch, 1984 — USA
- Nesticus bungonus Yaginuma, 1979 — Japón
- Nesticus calilegua Ott & Lise, 2002 — Brasil, Argentina
- Nesticus campus Gertsch, 1984 — México
- Nesticus carolinensis (Bishop, 1950) — USA
- Nesticus carpaticus Dumitrescu, 1979 — Rumania
- Nesticus carteri Emerton, 1875 — USA
- Nesticus caverna Gertsch, 1984 — México
- Nesticus cellulanus (Clerck, 1757) — Holártico
  - Nesticus cellulanus affinis Kulczynski, 1894 — Hungría
- Nesticus cernensis Dumitrescu, 1979 — Rumania
- Nesticus chikunii Yaginuma, 1980 — Japón
- Nesticus citrinus (Taczanowski, 1874) — Guayana
- Nesticus concolor Roewer, 1962 — Afganistán
- Nesticus constantinescui Dumitrescu, 1979 — Rumania
- Nesticus cooperi Gertsch, 1984 — USA
- Nesticus coreanus Paik & Namkung, 1969 — Corea
- Nesticus crosbyi Gertsch, 1984 — USA
- Nesticus delfini (Simon, 1904) — Chile
- Nesticus diaconui Dumitrescu, 1979 — Rumania
- Nesticus dilutus Gertsch, 1984 — USA
- Nesticus dimensis López-Pancorbo, Kunt & Ribera, 2013 - Turquía
- Nesticus echigonus Yaginuma, 1986 — Japón
- Nesticus eremita Simon, 1879 — Europa
- Nesticus fagei Kratochvíl, 1933 — Italia, Montenegro
- Nesticus flavidus Paik, 1978 — Corea
- Nesticus furenensis Yaginuma, 1979 — Japón
- Nesticus furtivus Gertsch, 1984 — USA
- Nesticus georgia Gertsch, 1984 — USA
- Nesticus gertschi Coyle & McGarity, 1992 — USA
- Nesticus globosus Liu & Li, 2013 - China
- Nesticus gondai Yaginuma, 1979 — Japón
- Nesticus gujoensis Yaginuma, 1979 — Japón
- Nesticus henderickxi Bosselaers, 1998 — Creta
- Nesticus higoensis Yaginuma, 1977 — Japón
- Nesticus hoffmanni Gertsch, 1971 — México
- Nesticus holsingeri Gertsch, 1984 — USA
- Nesticus idriacus Roewer, 1931 — Austria, Italia
- Nesticus inconcinnus Simon, 1907 — Santo Tomé
- Nesticus ionescui Dumitrescu, 1979 — Rumania
- Nesticus ivone Faleiro & Santos, 2011 - Brasil
- Nesticus iriei Yaginuma, 1979 — Japón
- Nesticus iwatensis Yaginuma, 1979 — Japón
- Nesticus jamesoni Gertsch, 1984 — México
- Nesticus jonesi Gertsch, 1984 — USA
- Nesticus kaiensis Yaginuma, 1979 — Japón
- Nesticus karyuensis Yaginuma, 1980 — Japón
- Nesticus kataokai Yaginuma, 1979 — Japón
- Nesticus kunisakiensis Irie, 1999 — Japón
- Nesticus kuriko Yaginuma, 1972 — Japón
- Nesticus kyongkeomsanensis Namkung, 2002 — Corea
- Nesticus latiscapus Yaginuma, 1972 — Japón
  - Nesticus latiscapus kosodensis Yaginuma, 1972 — Japón
- Nesticus libo Chen & Zhu, 2005 — China
- Nesticus lindbergi Roewer, 1962 — Afganistán
- Nesticus longiscapus Yaginuma, 1976 — Japón
  - Nesticus longiscapus awa Yaginuma, 1978 — Japón
  - Nesticus longiscapus draco Yaginuma, 1978 — Japón
  - Nesticus longiscapus kiuchii Yaginuma, 1978 — Japón
- Nesticus luquei Ribera & Guerao, 1995 — España
- Nesticus lusitanicus Fage, 1931 — Portugal
- Nesticus maculatus Bryant, 1948 — Hispaniola
- Nesticus masudai Yaginuma, 1979 — Japón
- Nesticus mikawanus Yaginuma, 1979 — Japón
- Nesticus mimus Gertsch, 1984 — USA
- Nesticus monticola Yaginuma, 1979 — Japón
- Nesticus morisii Brignoli, 1975 — Italia
- Nesticus murgis Ribera & De Mas, 2003 — España
- Nesticus nahuanus Gertsch, 1971 — México
- Nesticus nasicus Coyle & McGarity, 1992 — USA
- Nesticus navicellatus Liu & Li, 2013 - China
- Nesticus nishikawai Yaginuma, 1979 — Japón
- Nesticus noroensis Mashibara, 1993 — Japón
- Nesticus obcaecatus Simon, 1907 — España
- Nesticus orghidani Dumitrescu, 1979 — Rumania
- Nesticus paynei Gertsch, 1984 — USA
- Nesticus pecki Hedin & Dellinger, 2005 — USA
- Nesticus plesai Dumitrescu, 1980 — Rumania
- Nesticus potreiro Ott & Lise, 2002 — Brasil
- Nesticus potterius (Chamberlin, 1933) — USA
- Nesticus rainesi Gertsch, 1984 — México
- Nesticus rakanus Yaginuma, 1976 — Japón
- Nesticus ramirezi Ott & Lise, 2002 — Argentina
- Nesticus reclusus Gertsch, 1984 — USA
- Nesticus reddelli Gertsch, 1984 — México
- Nesticus sbordonii Brignoli, 1979 — Italia
- Nesticus secretus Gertsch, 1984 — USA
- Nesticus sedatus Gertsch, 1984 — México
- Nesticus sheari Gertsch, 1984 — USA
- Nesticus shinkaii Yaginuma, 1979 — Japón
- Nesticus shureiensis Yaginuma, 1980 — Japón
- Nesticus silvanus Gertsch, 1984 — USA
- Nesticus silvestrii Fage, 1929 — USA
- Nesticus sodanus Gertsch, 1984 — USA
- Nesticus sonei Yaginuma, 1981 — Japón
- Nesticus speluncarum Pavesi, 1873 — Sur deEuropa
- Nesticus stupkai Gertsch, 1984 — USA
- Nesticus stygius Gertsch, 1984 — USA
- Nesticus suzuka Yaginuma, 1979 — Japón
- Nesticus taim Ott & Lise, 2002 — Brasil
- Nesticus takachiho Yaginuma, 1979 — Japón
- Nesticus tarumii Yaginuma, 1979 — Japón
- Nesticus tennesseensis (Petrunkevitch, 1925) — USA
- Nesticus tosa Yaginuma, 1976 — Japón
  - Nesticus tosa iwaya Yaginuma, 1976 — Japón
  - Nesticus tosa niyodo Yaginuma, 1976 — Japón
- Nesticus uenoi Yaginuma, 1972 — Japón
- Nesticus unicolor Simon, 1895 — Venezuela
- Nesticus utatsuensis Tanikawa & Yawata, 2013 — Japón
- Nesticus vazquezae Gertsch, 1971 — México
- Nesticus wiehlei Dumitrescu, 1979 — Rumania
- Nesticus yaginumai Irie, 1987 — Japón
- Nesticus yamagatensis Yoshida, 1989 — Japón
- Nesticus yamato Yaginuma, 1979 — Japón
- Nesticus yesoensis Yaginuma, 1979 — Japón
- Nesticus zenjoensis Yaginuma, 1978 — Japón